# 二宮尊德
二宮尊德（日语：／ Ninomiya Sontoku，1787年9月4日（天明7年7月23日）—1856年11月17日（安政3年10月20日）），又稱二宮金次郎，日本江户时代後期農政家、思想家。一生致力于村藩的改革与复兴，他创立的“报德社运动”，通过兴办信用事业，普及农业技术，对明治时期资本主义发展产生了很大影响。
在日本時常能在學校裡看見二宮尊德的銅像，甚至還為譽為「全日本最多的銅像」，因而衍生出「會走動的二宮像」這個廣為流傳的校園怪談。

## 生平
出生於日本相模國足柄上郡柏山村（現神奈川縣小田原市）一個富裕的農民家庭，幼名金治郎，通稱金次郎，是利右門家的長子。
尊德出生時的日本，正處於幕藩體制從根基上發生動搖的時期。當時，由於商品經濟發展，武家財政疲憊，而自然災荒和饑饉不斷，幕府租稅苛重，造成嚴重的農村荒蕪和農業凋零。尊德五歲時，關東地區遭遇特大洪水，田地被毀，導致家境敗落。因此，尊德在12歲時就不得不代重病的父親出工參加酒匂川治水工程。
14歲時父親病故後又承擔起幫母親維持家計和照顧幼弟的重擔，白天上山砍柴，晚上編織草鞋，以賣錢補貼家用。明治國定修身教科書中所寫的“文部省唱歌”歌詞——“砍柴又搓繩，草鞋作不停。父母好幫手，幼弟照料勤。兄弟友愛深，雙親盡孝心。二宮金次郎，世人好典型”，可以說形象地描述了尊德幼年時期的艱苦生活狀況及其操行。

## 農政改革
尊德既是江戶時代著名的孝子，也是知名幕臣之一。
尊德靠著作草鞋賺錢，用賺回來的一點錢買下了土地，成爲地主，並且在這段時間内學習算術和書法，並且研究農業技術。1822年，小田原藩正式起用尊德，讓他振興櫻町領（今栃木縣芳賀郡）。尊德首先請藩主減少年貢十年，然後從鄰藩招攬農民，建造農用道路和渠道，引入新型肥料，借貸種子給農民，推行教化政策，教導農民節約勤勉。一系列的措施成功振興櫻町領，使得尊德聲名大噪，並且穿梭各地農村，拯救了不少收成不佳的農村。
1842年二宮尊德被幕府老中水野忠邦，提升为“御普清役格”，参与制订利根川治理计划，进行社会调查研究，制订农村建设规划（“报德社法”），並開始振興天領。1856年二宫尊德在日光神社领地实施农村建设计划时去世。其计划为弟子继承，在日本全国各地开展“报德社运动”。其兴办信用事业，改良和普及农业技术的计划和活动，对明治时期资本主义发展有很大的影响。

## 外部鏈結
- 尊徳記念館（神奈川県小田原市）
- 真岡市観光協会　尊徳資料館（栃木県真岡市）
- 「二宮翁夜話」現代語翻訳
- 「フリー二宮金次郎」のホームページ  （页面存档备份，存于）
- 伊勢弘志「国民統制政策における銅像と社会―校庭に「二宮金次郎像」が建つまで―」『駿台史学』第140号

近代デジタルライブラリー
- 道歌集 / 二宮尊徳著、二宮尊親編、興復社、明治30年6月 （页面存档备份，存于）
- 興国論 / 二宮尊徳述、水沢屋、明治43年10月 （页面存档备份，存于）
- 報徳大学訓話 / 二宮尊徳述、千勝義重編、四三堂書房、明治44年6月 （页面存档备份，存于）
- 報徳記 / 富田高慶編、宮内省、明治16年12月 （页面存档备份，存于）
- 二宮尊徳翁 / 幸田露伴著、博文館、1903年 19版. （少年文学;第7編） （页面存档备份，存于）
- 御仕方の足跡（相馬）相馬デジタルアーカイブ